# Маан (мухафаза)
Маа́н (араб. محافظة معان‎) — самая большая по территории мухафаза на юге Иордании.
- Административный центр — Маан.
- Площадь — 32 832 км², население — 118 800 человек (2012 год).

## География
На юго-западе граничит с мухафазой Акаба, на северо-западе с мухафазами Эт-Тафила и Эль-Карак, на севере с мухафазой Амман, на востоке с Саудовской Аравией.

## Административное деление
Мухафаза разделена на 5 районов:
- Al-Husanyniyya
- Ash-Shibek
- Ayi
- Ma’an
- Wadi Musa